# Cyrtinus opacicollis
Cyrtinus opacicollis là một loài bọ cánh cứng trong họ Cerambycidae.